# Güepsa
Güepsa là một khu tự quản thuộc tỉnh Santander, Colombia. Thủ phủ của khu tự quản Güepsa đóng tại Güepsa Khu tự quản Güepsa có diện tích 66 ki lô mét vuông. Đến thời điểm ngày 28 tháng 5 năm 2005, khu tự quản Güepsa có dân số 4559 người.